# شکستن عادت
"شکستن عادت" (به انگلیسی: Breaking The Habit) نام ترانه‌ای از گروه راک آمریکایی لینکین پارک است.
این ترانه به عنوان ششمین و آخرین تک‌آهنگ آلبوم متئورا پنجمین تک آهنگ از متئورا بود که توانست به رتبه یک بیلبورد ترانه های مدرن راک برسد. این رویداد کار بزرگ یک هنرمند در تاریخ این چارت است. همچنین سومین تک‌آهنگ متئورا بو د که توانست به رتبه یک چارت بهترینهای مین استریم برسد. این ترانه موفق به کسب شمارهٔ ۲۰ در بیلبورد ۱۰۰ ترانهٔ هات شد.

## مفهوم ترانه
مفهوم این آهنگ ، یادآوری اشتباهات و عادت‌های بد گذشته و ترک آنهاست. متن آهنگ به مشکلات دوران نوجوانی چستر بنینگتون هم اشاره دارد.

## ساخت ترانه
با وجود اینکه متن این اثر به تنهایی از مایک شینودا است ، اما نوشتن کار را به‌طور کل به گروه نسبت داده‌اند.

## ساخت ویدئو
در ابتدای تور متئورا گروه ویدئوی از درون را منتشر کرد . در ادامه نیز گروه برای کسب موفقیتهای بیشتر تصمیم به انتشار آهنگ "شکستن عادت" با هنرمندی انیماتورهای ژاپنی با نظارت " Kazuto Nakazawa" که قبلاً در قسمت اول فیلم "بیل را بکش" کوئنتین تارانتینو همکاری داشت ، گرفت.

## موزیک ویدئو

نمایی از ویدئوی "شکستن عادت"

در این ویدئوی انیمیشنی ، روح چستر بنینگتون از بدنش جدا شده و در آپارتمانی قدیمی شروع به چرخیدن می‌کند و شاهد زندگی مردمی است که با مشکلات مختلفی درگیر هستند و سعی در از بین بردن این مشکلات و عادتهای زشت است . مشکلاتی نظیر خیانتهای خانوادگی و اعتیاد. بیشتر این مشکلات هم دربارهٔ زندگی دختر جوانی است . قسمتی از ویدئو که دختر سنگی به آینه پرتاب می‌کند در کلیپ سوختن در آسمانها هم استفاده شده . در پایان این ویدئو می بینیم که همه چیز روندی معکوس دارد و ویدئو اتفاقاتی را نشان می‌دهد که قبل از شروع این کلیپ انجام شده بود . گروه ابتدا در حال اجرای آهنگ بود و بعد چستر از بالای ساختمان به پایین سقوط می‌کند و روی یک اتومبیل می افتد . اینجا نقطهٔ آغاز ویدئو است . روح دوباره به کالبد چستر برمی گردد و از روی سقف ماشینی که روی آن سقوط کرده به بالای ساختمانی حرکت می‌کند جایی که همه اعضای گروه در حال اجرای ترانه هستند .
این ویدئو در بین ۵۰۰ موزیک ویدئوی محبوب دنیا در تمام زمانها قرار دارد.
نسخهٔ رسمی این ویدئو همراه با اجرای زنده ی آن در میلتون کینز موجود است.

## جوایز
در سال ۲۰۰۴ از "ام تی وی موزیک اواردز" برندهٔ جایزه ای به انتخاب بینندگان و نامزد جایزهٔ بهترین ویدئوی راک شد.
در سال ۲۰۰۴ نامزد جایزهٔ بهترین تک‌آهنگ از "جشنواره ی جوایز Kerrang!" شد.
در سال ۲۰۰۵ از "ام تی وی ویدئو موزیک اواردز برزیل" برندهٔ جایزهٔ بهترین ویدئوی گروهی و نامزد جایزهٔ بهترین ویدئوی راک شد.

## رتبه در جدول
| جدول (2004)                              | رتبه در جدول |
| ---------------------------------------- | ------------ |
| جدول تک‌آهنگهای استرالیا                  | ۲۳           |
| جدول تک‌آهنگهای اتریش                     | ۴۳           |
| جدول تک‌آهنگهای آلمان                     | ۲۵           |
| جدول تک‌آهنگهای فرانسه                    | ۲۷           |
| جدول ۴۰ ترانه برتر هلند                  | ۱۴           |
| جدول تک‌آهنگهای لهستان                    | ۱            |
| جدول تک‌آهنگهای ایرلند                    | ۴۶           |
| جدول تک‌آهنگهای نیوزلند                   | ۲۷           |
| جدول تک‌آهنگهای سوئیس                     | ۵۶           |
| جدول تک‌آهنگهای بریتانیا                  | ۳۹           |
| بیلبورد آمریکا - بهترین‌های مین‌استریم     | ۱            |
| بیلبورد آمریکا - بهترین آهنگ‌های مدرن راک | ۱            |
| بیلبورد آمریکا بیلبورد ۱۰۰               | ۲۰           |